# 3. ŽNL Osječko-baranjska NS Osijek 2012./13.
Prvenstvo se igralo trokružno. Ligu je osvojio NK Sarvaš i time se kvalificirao u 2. ŽNL Osječko-baranjsku NS Osijek.

## Tablica
| Mj. | Klub                     | Sus. | Pobj. | Nerj. | Por. | GR.   | Bod.       |
| --- | ------------------------ | ---- | ----- | ----- | ---- | ----- | ---------- |
| 1.  | NK Sarvaš                | 18   | 13    | 2     | 3    | 51:20 | 41         |
| 2.  | NK Radnički Dalj         | 18   | 13    | 1     | 4    | 55:14 | 40         |
| 3.  | NK Gibarac '95 Čokadinci | 18   | 11    | 4     | 3    | 31:23 | 37         |
| 4.  | NK Erdut                 | 18   | 8     | 4     | 6    | 41:30 | 28         |
| 5.  | NK Goleo Dopsin          | 18   | 7     | 3     | 8    | 41:42 | 23 (-1) ↓1 |
| 6.  | NK Palača                | 18   | 2     | 2     | 14   | 10:59 | 8          |
| 7.  | NK LIV Vladislavci       | 18   | 1     | 0     | 17   | 17:58 | 3          |

## Rezultati
| NK LIV Vladislavci - NK Gibarac '95 Čokadinci 1:2 NK Sarvaš - NK Radnički Dalj 0:2 NK Erdut - NK Palača 1:1 NK Goleo Dopsin slobodan | NK Goleo Dopsin - NK Erdut 1:1 NK Palača - NK Sarvaš 0:2 NK Radnički Dalj - NK LIV Vladislavci 5:0 NK Gibarac '95 Čokadinci slobodan | NK Sarvaš - NK Goleo Dopsin 2:0 NK LIV Vladislavci - NK Palača 0:1 NK Gibarac '95 Čokadinci - NK Radnički Dalj 2:2 NK Erdut slobodan |
| NK Goleo Dopsin - NK LIV Vladislavci 5:1 NK Erdut - NK Sarvaš 1:1 NK Palača - NK Gibarac '95 Čokadinci 0:0 NK Radnički Dalj slobodan | NK Gibarac '95 Čokadinci - NK Goleo Dopsin 2:1 NK LIV Vladislavci - NK Erdut 0:1 NK Radnički Dalj - NK Palača 6:1 NK Sarvaš slobodan | NK Goleo Dopsin - NK Radnički Dalj 2:1 NK Erdut - NK Gibarac '95 Čokadinci 1:0 NK Sarvaš - NK LIV Vladislavci 3:0 NK Palača slobodan |
| NK Palača - NK Goleo Dopsin 2:6 NK Radnički Dalj - NK Erdut 4:0 NK Gibarac '95 Čokadinci - NK Sarvaš 3:2 NK LIV Vladislavci slobodan | NK Gibarac '95 Čokadinci - NK LIV Vladislavci 2:1 NK Radnički Dalj - NK Sarvaš 0:2 NK Palača - NK Erdut 0:5 NK Goleo Dopsin slobodan | NK Erdut - NK Goleo Dopsin 2:0 NK Sarvaš - NK Palača 5:0 NK LIV Vladislavci - NK Radnički Dalj 1:2 NK Gibarac '95 Čokadinci slobodan |
| NK Goleo Dopsin - NK Sarvaš 2:4 NK Palača - NK LIV Vladislavci 0:3 NK Radnički Dalj - NK Gibarac '95 Čokadinci 6:0 NK Erdut slobodan | NK LIV Vladislavci - NK Goleo Dopsin 2:3 NK Sarvaš - NK Erdut 4:2 NK Gibarac '95 Čokadinci - NK Palača 3:0 NK Radnički Dalj slobodan | NK Goleo Dopsin - NK Gibarac '95 Čokadinci 1:1 NK Erdut - NK LIV Vladislavci 5:3 NK Palača - NK Radnički Dalj 0:4 NK Sarvaš slobodan |
| NK Radnički Dalj - NK Goleo Dopsin 2:0 NK Gibarac '95 Čokadinci - NK Erdut 1:0 NK LIV Vladislavci - NK Sarvaš 1:3 NK Palača slobodan | NK Goleo Dopsin - NK Palača 5:1 NK Erdut - NK Radnički Dalj 3:2 NK Sarvaš - NK Gibarac '95 Čokadinci 0:0 NK LIV Vladislavci slobodan | NK Erdut - NK Goleo Dopsin 2:2 NK Gibarac '95 Čokadinci - NK Palača 2:1 NK Radnički Dalj - NK LIV Vladislavci 4:0 NK Sarvaš slobodan |
| NK Sarvaš - NK Radnički Dalj 1:0 NK LIV Vladislavci - NK Gibarac '95 Čokadinci 0:3 NK Palača - NK Erdut 0:4 NK Goleo Dopsin slobodan | NK Gibarac '95 Čokadinci - NK Sarvaš 2:1 NK Erdut - NK LIV Vladislavci 9:0 NK Goleo Dopsin - NK Palača 3:1 NK Radnički Dalj slobodan | NK Sarvaš - NK Erdut 3:1 NK Radnički Dalj - NK Gibarac '95 Čokadinci 1:0 NK LIV Vladislavci - NK Goleo Dopsin 2:3 NK Palača slobodan |
| NK Goleo Dopsin - NK Sarvaš 3:5 NK Erdut - NK Radnički Dalj 1:4 NK Palača - NK LIV Vladislavci 1:0 NK Gibarac '95 Čokadinci slobodan | NK Sarvaš - NK Palača 7:1 NK Radnički Dalj - NK Goleo Dopsin 7:1 NK Gibarac '95 Čokadinci - NK Erdut 4:2 NK LIV Vladislavci slobodan | NK LIV Vladislavci - NK Sarvaš 2:6 NK Palača - NK Radnički Dalj 0:3 NK Goleo Dopsin - NK Gibarac '95 Čokadinci 3:4 NK Erdut slobodan |